# Majomparádé (televíziós sorozat, 1994)
A Majomparádé 1994-ben futott magyar televíziós bábfilmsorozat, amelynek főszereplője Majom úr és Majmóci, akik minden részben bemennek egy boltba és átvernek egy vevőt, aki csokoládéval fizet nekik. A sorozat epizódjait Podhraczky István rendezte és Tóth Eszter írta, a zenéért pedig Mericske Zoltán felelt. A főszereplő Majom úr mozgatója és hangja a népszerű bábművész, Kemény Henrik volt, míg Majmóci hangját Háda János adta.
A 12 részes sorozatot az MTV készítette és adta le 1994. február 1. és 1994. április 26. között, később az M2 is műsorára tűzte.

## Rövid tartalom
A történet egy boltban játszódik. Minden epizód azzal indul, hogy a bolt tulajdonosa a pulton hagy egy tárgyat, kirakja a ,,Zárva" táblát, és elmegy egy kis időre. Amint távozik a boltos, a két majom (Majom úr és Majmóci) visszafordítják a táblát úgy, hogy a ,,Nyitva" felirat látszódjon. A Majom úr a boltos által ott hagyott tárgyat elkezdi tévesen hirdetni, miszerint varázsereje van. Meghallja egy rendszeresen arra járó férfi, és a hirdetés hallatán bemegy a boltba. 2-3 tábla csokoládé ellenében ki is próbálja a varázsszernek hitt tárgyat, és látszólag hibátlanul működik. Végül kiderül, hogy csak átverés volt az egész, és ilyenkor a vevő meg akarja verni a Majom urat, de Majmóci megvédi őt. Mikor a vevő távozik, megérkezik a bolt tulajdonosa. A mese a Zsebtévé című sorozat egyes epizódjaiból a Hakapeszi Makiról szóló résznek a cselekményeit dolgozza fel.

## Alkotói
- Írta: Tóth Eszter
- Rendezte: Podhraczky István
- Zeneszerző: Mericske Zoltán
- Báb- és díszlettervező: Lévai Sándor
- Vezető operatőr: Sasvári Lajos
- Vágó: Szántó Judit
- Hangmérnök: Varga Zoltán
- Gyártásvezető: Finta György
- Szerkesztette: Szellő Rózsa
- Műszaki vezető: Szilágyi Vilmos
- Képmérnök: Istók Sándor
- Képvágó: Mikó Zsolt
- Rögzítésvezető: Fiers Ádám
- Fővilágosító: Hidvégi Sándor
- A rendező munkatársa: Kertész Judit

Készítette a Cimbora Iroduceri Iroda (Producer: É. Szabó Márta)

## Szereplők
| Szereplő | Színész         | Magyar hang     |
| -------- | --------------- | --------------- |
| Boltos   | Benkóczy Zoltán | Benkóczy Zoltán |
| Vevő     | Mátrai Tamás    | Mátrai Tamás    |
| Szereplő | Bábszínész      | Magyar hang     |
| Majom úr | Kemény Henrik   | Kemény Henrik   |
| Majmóci  | Kemény Mátyás   | Háda János      |

## Epizódok
| Sor. | Év. | Cím                        | Premier           |
| ---- | --- | -------------------------- | ----------------- |
| 1.   | 1.  | A csodacipő                | 1994. február 1.  |
| 2.   | 2.  | A varázstrombita           | 1994. február 8.  |
| 3.   | 3.  | A csodatölcsér             | 1994. február 15. |
| 4.   | 4.  | A varázssó                 | 1994. február 22. |
| 5.   | 5.  | A bűvös óra                | 1994. április 12. |
| 6.   | 6.  | Az észfrissítő             | 1994. március 1.  |
| 7.   | 7.  | Varázscilinder             | 1994. március 22. |
| 8.   | 8.  | A varázsradír              | 1994. április 5.  |
| 9.   | 9.  | A varázsolló               | 1994. március 29. |
| 10.  | 10. | A varázsbögre              | 1994. március 8.  |
| 11.  | 11. | A távoltartó varázsszőnyeg | 1994. április 19. |
| 12.  | 12. | A csuszer                  | 1994. április 26. |